# Guy Pearce
Pour les articles homonymes, voir Pearce.
Guy Pearce (/ɡaɪ pɪəs/) est un acteur et musicien australien, né le 5 octobre 1967 à Ely (Cambridgeshire, Angleterre).
Après plusieurs apparitions à la télévision, il obtient son premier rôle dramatique, celui de l'acteur Errol Flynn dans le film biographique Flynn avant d'être révélé par la comédie Priscilla, folle du désert de Stephan Elliott en 1994. 
Il enchaine par la suite avec des apparitions remarquées dans Memento de Christopher Nolan en 2000, Deux Frères de Jean-Jacques Annaud en 2004 ou encore Le Discours d'un roi de Tom Hooper aux côtés de Colin Firth, et Helena Bonham Carter en 2010 dans lequel il interprète le rôle de l'ex-roi Édouard VIII qui le fait remarquer auprès du grand public pour lequel il reçoit avec le reste de la distribution un Screen Actors Guild Awards. 
Il apparaît à la télévision dans Mildred Pierce et Mare of Easttown, deux séries porter par l'actrice britanno-américaine Kate Winslet.  En 2025, à l'âge de cinquante-sept ans, il obtient ses premières nominations au Golden Globe et à l'Oscar du meilleur acteur dans un second rôle pour son rôle dans le drame The Brutalist de Brady Corbet.

## Biographie

### Jeunesse
Guy Edward Pearce est né au Royaume-Uni. Son père est un pilote néo-zélandais et sa mère une institutrice britannique. La famille s'installe à Geelong en Australie (État de Victoria) lorsqu'il a trois ans. Son père meurt dans un accident d'avion cinq ans plus tard.[réf. souhaitée]
Guy Pearce a toujours été intéressé par le jeu d'acteur et s'est distingué par ses imitations d'accents. Dans sa jeunesse, il a commencé sa carrière par plusieurs pièces de théâtre et est entré ensuite à la télévision pour jouer dans le feuilleton télévisé Les Voisins en 1985.

### Carrière

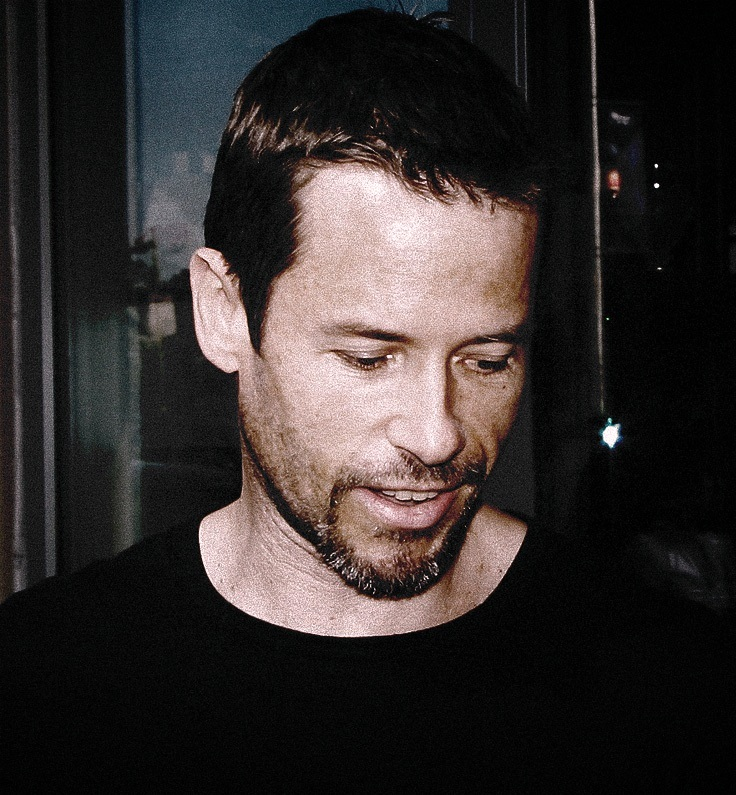
L'acteur à la première de Au-delà de l'illusion au Festival international du film de Toronto 2007.

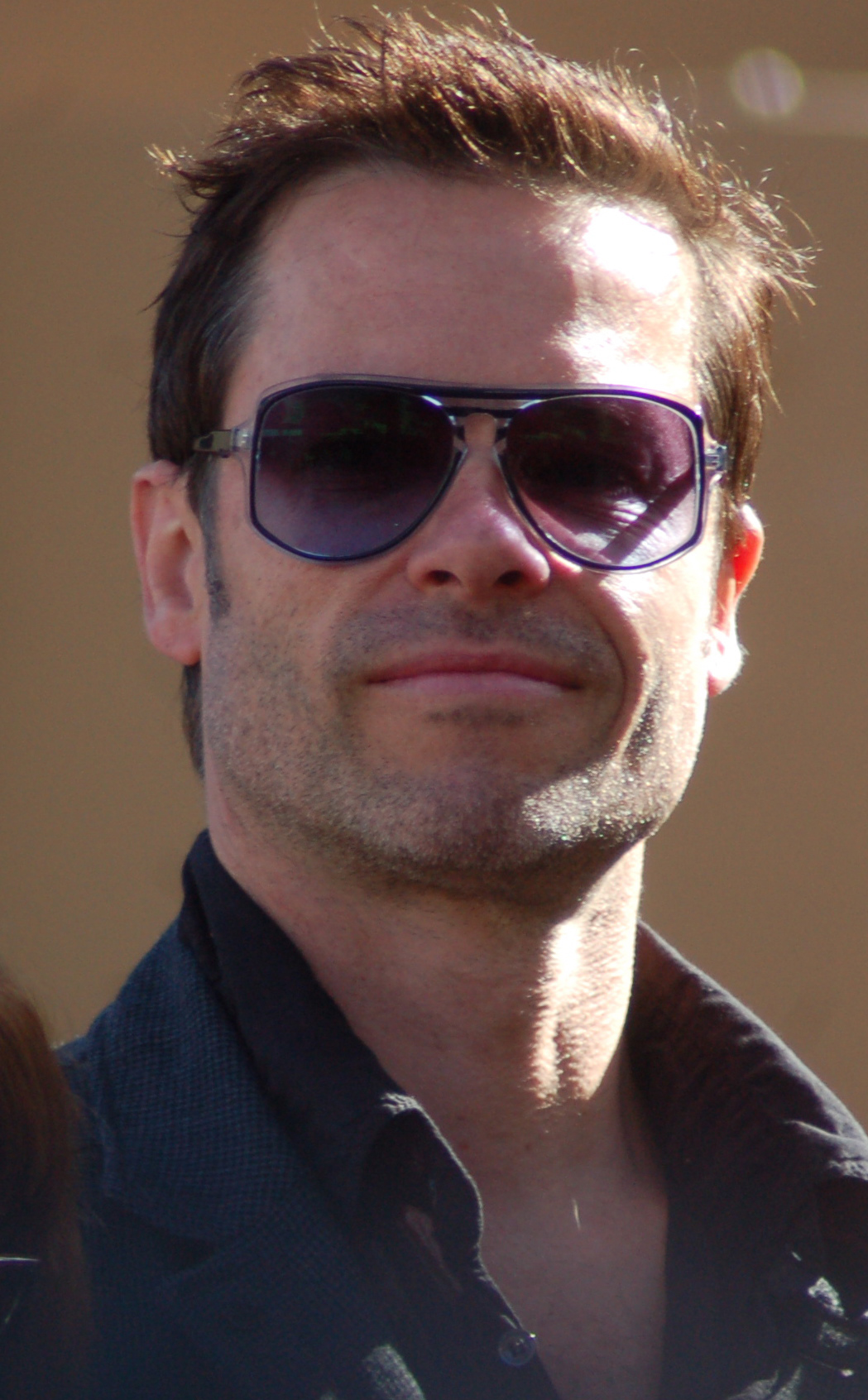
Guy Pearce en 2011.

En 1994, il établit sa première percée remarquée au cinéma avec le film Priscilla, folle du désert (The Adventures of Priscilla, Queen of the Desert) de Stephan Elliott, dans le rôle d'une drag queen.
Par la suite, il est apparu dans plusieurs productions américaines, en particulier L.A. Confidential de Curtis Hanson (1997), Vorace (Ravenous) de Antonia Bird (1999), L'Enfer du devoir (Rules of Engagement) de William Friedkin (2000), Memento de Christopher Nolan, La Vengeance de Monte Cristo (The Count of Monte Cristo) de Kevin Reynolds (2002), La Machine à explorer le temps (The Time Machine) de Simon Wells et Deux Frères de Jean-Jacques Annaud (2004), tout en continuant à jouer dans des pièces et films australiens comme The Hard Word de Scott Roberts (2002) et à construire sa maison à Melbourne.
À deux reprises, il a failli obtenir un rôle dans un film de Christopher Nolan, après Memento. Il a fait partie des derniers candidats retenus pour incarner le justicier super-héros dans Batman Begins, l'épisode reboot dont Christopher Nolan venait d'être nommé réalisateur. Puis, il a failli jouer Harvey Dent dans The Dark Knight : Le Chevalier noir, mais Aaron Eckhart a été préféré.
En 2010, il apparaît incarnant le play-boy David, le prince de Galles, qui devient Édouard VIII dans le film Le Discours d'un roi (The King's Speech) de Tom Hooper.
En 2011, il incarne Simon dans Le Pacte.
En 2012, il fait partie du film Des hommes sans loi, tenant le rôle de l'agent spécial Charlie Rakes s'opposant aux personnages de Shia LaBeouf et Tom Hardy.
En 2013, il est à l'affiche de Iron Man 3 de Shane Black, interprétant le rôle du docteur Aldrich Killian.

### Vie privée
En 1997, Guy Pearce épouse une psychologue australienne, Kate Mestitz. Début 2015, ils annoncent leur séparation.
Vers mi-2015, il partage la vie de l'actrice Carice van Houten. Le 19 mars 2016, ils annoncent la grossesse de l'actrice. Leur fils, Monte Pearce est né le 29 août 2016. Dix ans plus tard, en janvier 2025, ils annoncent leur séparation.
Il déclare être athée : « J'ai un T-shirt qui dit Jesu$ Saves [Jésus sauve] et le « s » de Jésus est un grand signe dollar. Je l'ai porté ici [aux États-Unis] et des gens sont arrivés et m'ont dit : « Tu ne peux pas porter ça ». Les gens en Australie trouvent ça drôle. Je suis fasciné par la religion. Je ne crois pas en Dieu, mais ce que je crois, c'est que nous sommes tous connectés. »
Grand amateur de football australien, il soutient le Geelong Football Club évoluant dans l'Australian Football League (AFL) et basé à Geelong.
En mai 2025, il compte parmi les signataires d'une pétition de personnalités du cinéma dénonçant le silence du monde de la culture face au « génocide à Gaza ».

## Filmographie

### Cinéma

#### Longs métrages
- 1990 : Heaven Tonight de Pino Amenta : Paul Dysart
- 1990 : Friday on My Mind de Frank Howson : ?
- 1991 : Hunting de Frank Howson : Sharp
- 1993 : Flynn de Frank Howson : Errol Flynn[13]
- 1994 : Priscilla, folle du désert (The Adventures of Priscilla, Queen of the Desert) de Stephan Elliott : Adam Whitely / « Felicia Boute-en-train »
- 1996 : Dating the Enemy de Megan Simpson Huberman : Brett
- 1997 : L.A. Confidential de Curtis Hanson : lieutenant Ed Exley
- 1998 : Woundings de Roberta Hanley : Jimmy Compton
- 1999 : A Slipping-Down Life (en) de Toni Kalem : Drumstrings Casey
- 1999 : Vorace (Ravenous) d'Antonia Bird : le capitaine John Boyd
- 2000 : L'Enfer du devoir (Rules of Engagement) de William Friedkin : le major Mark Biggs
- 2000 : Memento de Christopher Nolan : Leonard Shelby
- 2002 : La Vengeance de Monte Cristo (The Count of Monte Cristo) de Kevin Reynolds : Fernand Mondego
- 2002 : La Machine à explorer le temps (The Time Machine) de Simon Wells : Alexander Hartdegen
- 2002 : The Hard Word de Scott Roberts : Dale Twentyman
- 2002 : Till Human Voices Wake Us de Michael Petroni : Dr Sam Franks
- 2004 : Deux Frères de Jean-Jacques Annaud : Aidan McRory
- 2005 : The Proposition de John Hillcoat : Charlie Burns
- 2006 : Le Dernier Présage (First Snow ) de Mark Fergus : Jimmy Starks
- 2006 : Factory Girl de George Hickenlooper : Andy Warhol
- 2007 : Au-delà de l'illusion (Death Defying Acts) de Gillian Armstrong : Harry Houdini
- 2008 : Fragments (Winged Creatures) de Rowan Woods : Dr Bruce Laraby
- 2008 : Trahison (Traitor) de Jeffrey Nachmanoff : Roy Clayton
- 2008 : Démineurs (The Hurt Locker) de Kathryn Bigelow : le sergent Matt Thompson
- 2008 : Histoires enchantées (Bedtime Stories) d'Adam Shankman : Kendall
- 2009 : In Her Skin de Simone North : M. Barber, le père de Rachel
- 2009 : La Route (The Road) de John Hillcoat : le Vétéran
- 2010 : Animal Kingdom de David Michôd : le sergent Nathan Leckie
- 2010 : Le Discours d'un roi (The King's Speech) de Tom Hooper : Édouard, prince de Galles et futur Édouard VIII
- 2010 : Don't Be Afraid of the Dark de Troy Nixey : Alex Hirst
- 2011 : 33 Postcards de Pauline Chan : Dean Randall
- 2011 : Le Pacte (Seeking Justice) de Roger Donaldson : Simon
- 2012 : Lock Out (Lockout) de James Mather et Stephen St. Leger : Snow
- 2012 : Des hommes sans loi (Lawless) de John Hillcoat : agent spécial Charlie Rakes
- 2012 : Prometheus de Ridley Scott : Peter Weyland
- 2013 : Défendu (Breathe In) de Drake Doremus : Keith Reynolds
- 2013 : Iron Man 3 de Shane Black : Dr Aldrich Killian
- 2013 : Hateship, Loveship de Liza Johnson : Ken (en attente d'une date de sortie en France[14])
- 2014 : The Rover de David Michôd : Eric
- 2015 : Results d'Andrew Bujalski : Trevor
- 2015 : Holding the Man de Neil Armfield : Dick Conigrave
- 2015 : Equals de Drake Doremus : Jonas
- 2016 : Genius de Michael Grandage : F. Scott Fitzgerald
- 2017 : Brimstone de Martin Koolhoven : le révérend
- 2017 : Alien: Covenant de Ridley Scott : Peter Weyland (non crédité)
- 2018 : Sweet Seventies (Swinging Safari) de Stephan Elliott : Keith Hall
- 2018 : Le Joueur de base-ball était un espion (The Catcher Was a Spy) de Ben Lewin : Robert Furman
- 2018 : Spinning Man de Simon Kaijser : Evan Birch
- 2018 : Marie Stuart, Reine d'Écosse (Mary Queen of Scots) de Josie Rourke : William Cecil
- 2019 : Domino : La Guerre silencieuse (Domino) de Brian De Palma : Joe Martin
- 2019 : Le Dernier Vermeer (The Last Vermeer) de Dan Friedkin : Han van Meegeren
- 2019 : Disturbing the Peace de York Alec Shackleton : Jim Dillon
- 2020 : Bloodshot de Dave Wilson : Dr Emil Harting
- 2021 : Sans aucun remords (Without Remorse) de Stefano Sollima : le secrétaire Clay[14]
- 2021 : The Seventh Day de Justin P. Lange : Père Peter[14]
- 2021 : Zone 414 d'Andrew Baird : David Carmichael[14]
- 2022 : Mémoire meurtrière (Memory) de Martin Campbell : Vincent Serra
- 2022 : La Machine infernale (The Infernal Machine) de Andrew Hunt : l'écrivain Bruce Cogburn
- 2024 : Les Linceuls (The Shrouds) de David Cronenberg : Maury
- 2024 : The Convert de Lee Tamahori : Thomas Munro
- 2024 : The Brutalist de Brady Corbet : Harrison Lee Van Buren
- 2024 : Inside de Charles Williams : Warren Murfett

Prochainement
- 2026 : The Dog Stars de Ridley Scott
- 2026 : Ink de Danny Boyle : Rupert Murdoch

#### Courts métrages
- 2012 : The Peter Weyland Files: TED Conference, 2023 de Luke Scott : Peter Weyland
- 2014 : Within de Darius Devas : le narrateur
- 2016 : Lorne de Jesse Leaman : Lorne
- 2017 : Donny the Drone de Mackenzie Sheppard : Donny (voix originale)

### Télévision

#### Téléfilms
- 1997 : The Devil Game de Michael Carson : Michael
- 2012 : Jack Irish: Bad Debts de Jeffrey Walker : Jack Irish
- 2012 : Jack Irish: Black Tide de Jeffrey Walker : Jack Irish
- 2014 : Jack Irish: Dead Point de Jeffrey Walker : Jack Irish

#### Séries télévisées
- 1986-1989 : Les Voisins (Neighbours) : Mike Young (443 épisodes)
- 1991-1992 : Summer Bay (Home and Away) : David Croft (19 épisodes)
- 1992 : The Late Show (en) : Constantly upstaged actor (saison 1, épisode 5)
- 1992 : Bony : Craig (saison 1, épisode 11)
- 1994-1996 : La Saga des McGregor (Snowy River: The McGregor Saga) : Rob McGregor (65 épisodes)
- 1997 : Halifax f.p. : Daniel Viney / Richard Viney (saison 3, épisode 1)
- 2011 : Mildred Pierce : Monty Beragon (mini-série de 5 épisodes)
- 2016 : The Wizards of Aus (en) : Morgan Wright (saison 1, épisode 1)
- 2016 : Jack Irish (en) : Jack Irish (12 épisodes)
- 2017 : When We Rise : Cleve Jones (mini-série, 4 épisodes)
- 2018 : The Innocents : Halvorson (8 épisodes)
- 2019 : A Christmas Carol (mini-série de 3 épisodes d'après l'œuvre de Charles Dickens) : Ebenezer Scrooge
- 2021 : Mare of Easttown : Richard Ryan
- 2023 : The Clearing

### Clips
- 2006 : Before I Fall to Pieces de Razorlight
- 2021 : Follow Me Around de Radiohead

## Distinctions

### Récompenses
- New York International Independent Film and Video Festival 2001 : meilleur acteur pour Woundings
- San Diego Film Critics Society 2001 : meilleur acteur pour Memento

- Las Vegas Film Critics Society 2002 : meilleur acteur pour Memento

- Gotham Independent Film Awards 2009 : meilleure distribution d'ensemble pour Démineurs (partagé avec Jeremy Renner, Anthony Mackie, Brian Geraghty, Ralph Fiennes, David Morse et Evangeline Lilly)

- Primetime Emmy Awards 2011 : meilleur acteur dans un second rôle dans une mini-série ou un téléfilm pour Mildred Pierce
- Gotham Independent Film Awards 2011 : meilleure distribution d'ensemble pour Le Discours d'un roi (partagé avec Anthony Andrews, Claire Bloom, Helena Bonham Carter, Jennifer Ehle, Colin Firth, Michael Gambon, Derek Jacobi, Geoffrey Rush et Timothy Spall)
- Screen Actors Guild Awards 2011 : meilleure distribution d'ensemble pour Le Discours d'un roi (partagé avec Anthony Andrews, Claire Bloom, Helena Bonham Carter, Jennifer Ehle, Colin Firth, Michael Gambon, Derek Jacobi, Geoffrey Rush et Timothy Spall)

### Nominations
- Logie Awards 1996 : acteur le plus populaire pour La Saga des McGregor

- Chlotrudis Awards 1998 : acteur le plus prometteur pour L.A. Confidential
- Screen Actors Guild Awards 1998 : meilleure distribution pour L.A. Confidential (partagé avec Kim Basinger, James Cromwell, Russell Crowe, Danny DeVito, Kevin Spacey et David Strathairn)
- Chicago Film Critics Association Awards 1998 : acteur le plus prometteur pour L.A. Confidential

- Boston Society of Film Critics Awards 2001 : meilleur acteur dans un second rôle pour Memento

- Film Critics Circle of Australia Awards 2002 : meilleur acteur pour The Hard Word
- Chicago Film Critics Association Awards 2002 : meilleur acteur pour Memento
- Online Film and Television Association 2002 : meilleur acteur pour Memento
- Online Film Critics Society Awards 2002 : meilleur acteur pour Memento
- Phoenix Film Critics Society Awards 2002 : meilleur acteur pour Memento
- Satellite Awards 2002 : meilleur acteur pour Memento
- Saturn Awards 2002 : meilleur acteur dans un second rôle pour Memento

- Australian Film Institute 2005 : meilleur acteur pour The Proposition
- Film Critics Circle of Australia Awards 2005 : meilleur acteur pour The Proposition
- IF Awards 2005 : meilleur acteur pour The Proposition

- Chlotrudis Awards 2007 : meilleur acteur pour The Proposition

- Australian Film Institute 2008 : meilleur acteur pour Au-delà de l'illusion

- Denver Film Critics Society 2009 : meilleure distribution d'ensemble pour Démineurs (partagé avec Jeremy Renner, Anthony Mackie, Brian Geraghty, Christian Camargo, Ralph Fiennes, David Morse et Evangeline Lilly)
- Australian Film Institute 2009 : meilleur acteur pour Histoires enchantées

- Australian Film Institute 2010 : meilleur acteur dans un second rôle pour Animal Kingdom
- British Independent Film Awards 2010 : meilleur acteur dans un second rôle pour Le Discours d'un roi
- Phoenix Film Critics Society Awards 2010 : meilleure distribution d'ensemble pour Le Discours d'un roi (partagé avec Anthony Andrews, Claire Bloom, Helena Bonham Carter, Jennifer Ehle, Colin Firth, Michael Gambon, Derek Jacobi, Geoffrey Rush et Timothy Spall)

- Film Critics Circle of Australia Awards 2011 : meilleur acteur dans un second rôle pour Animal Kingdom
- Broadcast Film Critics Association Awards 2011 : meilleure distribution d'ensemble pour Le Discours d'un roi (partagé avec Anthony Andrews, Claire Bloom, Helena Bonham Carter, Jennifer Ehle, Colin Firth, Michael Gambon, Derek Jacobi, Geoffrey Rush et Timothy Spall)
- Online Film and Television Association 2011 : meilleur acteur dans un second rôle pour Mildred Pierce
- Satellite Awards 2011 : meilleur acteur dans un second rôle pour Mildred Pierce

- Screen Actors Guild Awards 2012 : meilleur acteur dans un second rôle pour Mildred Pierce
- Golden Globes 2012 : meilleur acteur dans un second rôle pour Mildred Pierce

- Logie Awards 2013 : meilleur acteur pour Jack Irish: Black Tide et Jack Irish: Bad Debts
- Australian Film Institute 2013 : meilleur acteur pour 33 Postcards
- Golden Globes 2025 : meilleur acteur dans un second rôle pour The Brutalist
- Oscars 2025 : meilleur acteur dans un second rôle pour The Brutalist

## Voix francophones
En France, Guy Pearce est doublé par plusieurs acteurs, n'ayant pas de voix française régulière. Parmi les plus fréquents, Boris Rehlinger, Alexis Victor, David Krüger,, Philippe Valmont et Pierre Tessier l'ont doublé respectivement six et cinq fois pour les deux premiers et à trois occasions pour les suivants. À titre exceptionnel, Tanguy Goasdoué, Jean-Michel Fête, Jean-Pierre Michaël, Franck Dacquin,, Bruno Choël, Dominique Guillo, Lionel Tua et Philippe Crubézy l'ont doublé deux fois chacun.
Au Québec, Frédéric Paquet est la voix québécoise la plus régulière de l'acteur.